# Zia
El Pueblo Zia (keres oriental Tsi'ya, de significat desconegut) és una concentració de població designada pel cens dels Estats Units al comtat de Sandoval, a l'estat de Nou Mèxic i dins de l'Àrea Estadística d'Albuquerque. Segons el cens del 2010 tenia 737 habitants. També són una tribu reconeguda federalment de parla keres i cultura pueblo.Està registrat en el Registre Nacional de Llocs Històrics.

## Demografia
Segons el cens de 2010 hi havia 737 persones residint en Pueblo Zia. La densitat de població era de 75,68 hab./km². Dels 737 habitants, Zia estava compost pel 0,14% blancs, el 99,45% eren amerindis, i el 0,24% pertanyien a dos o més races. Del total de la població el 2,04% eren hispans o llatins de qualsevol raça.
La seva llengua tenia uns 463 parlants el 1990. Segons dades de la BIA del 1995, hi havia 745 apuntats al rol tribal, però segons el cens dels EUA del 2000 hi havia enregistrats 2.820 individus. El poble Zia (comtat de Sandoval, Nou Mèxic) té 646 habitants, dels quals el 99,85% són amerindis i el 0,46% són hispans.

## Galeria d'imatges

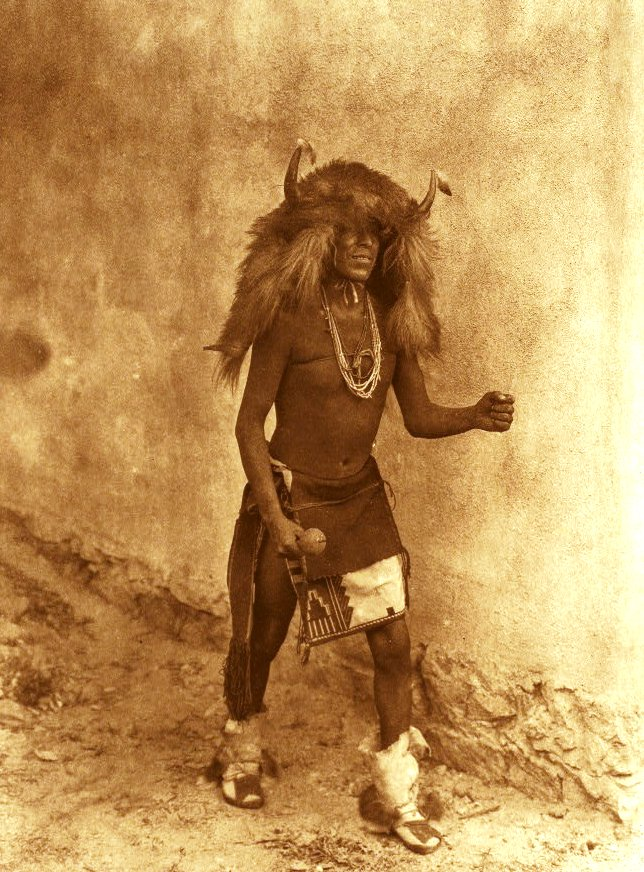
Dansaire Zia
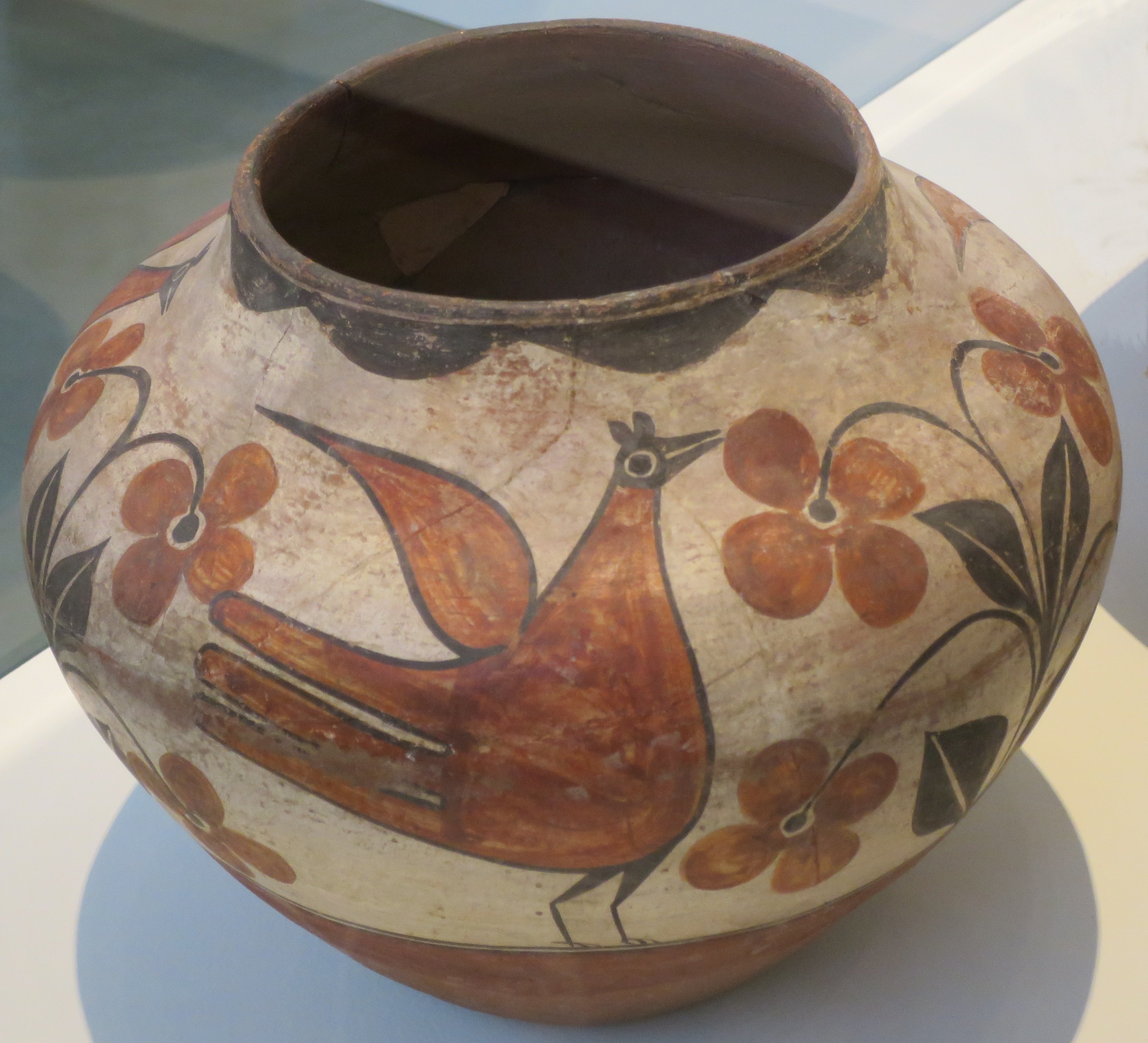
Gerro zia
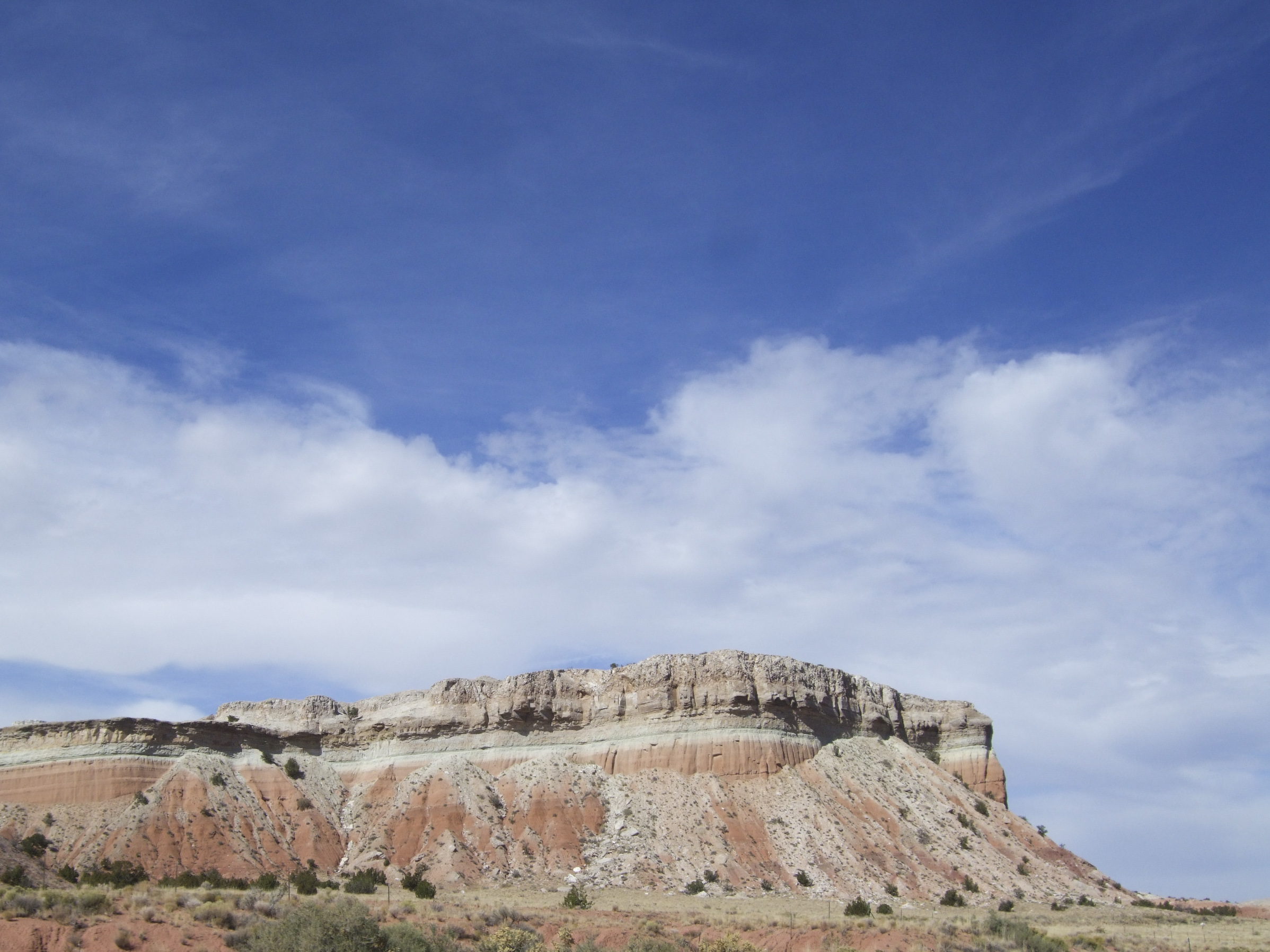
Formació a la reserva Zia